# Obergösgen
Obergösgen é uma comuna da Suíça, no Cantão Soleura, com cerca de 2.055 habitantes. Estende-se por uma área de 3,63 km², de densidade populacional de 566 hab/km². Confina com as seguintes comunas: Däniken, Dulliken, Lostorf, Niedergösgen, Winznau.
A língua oficial nesta comuna é o Alemão.

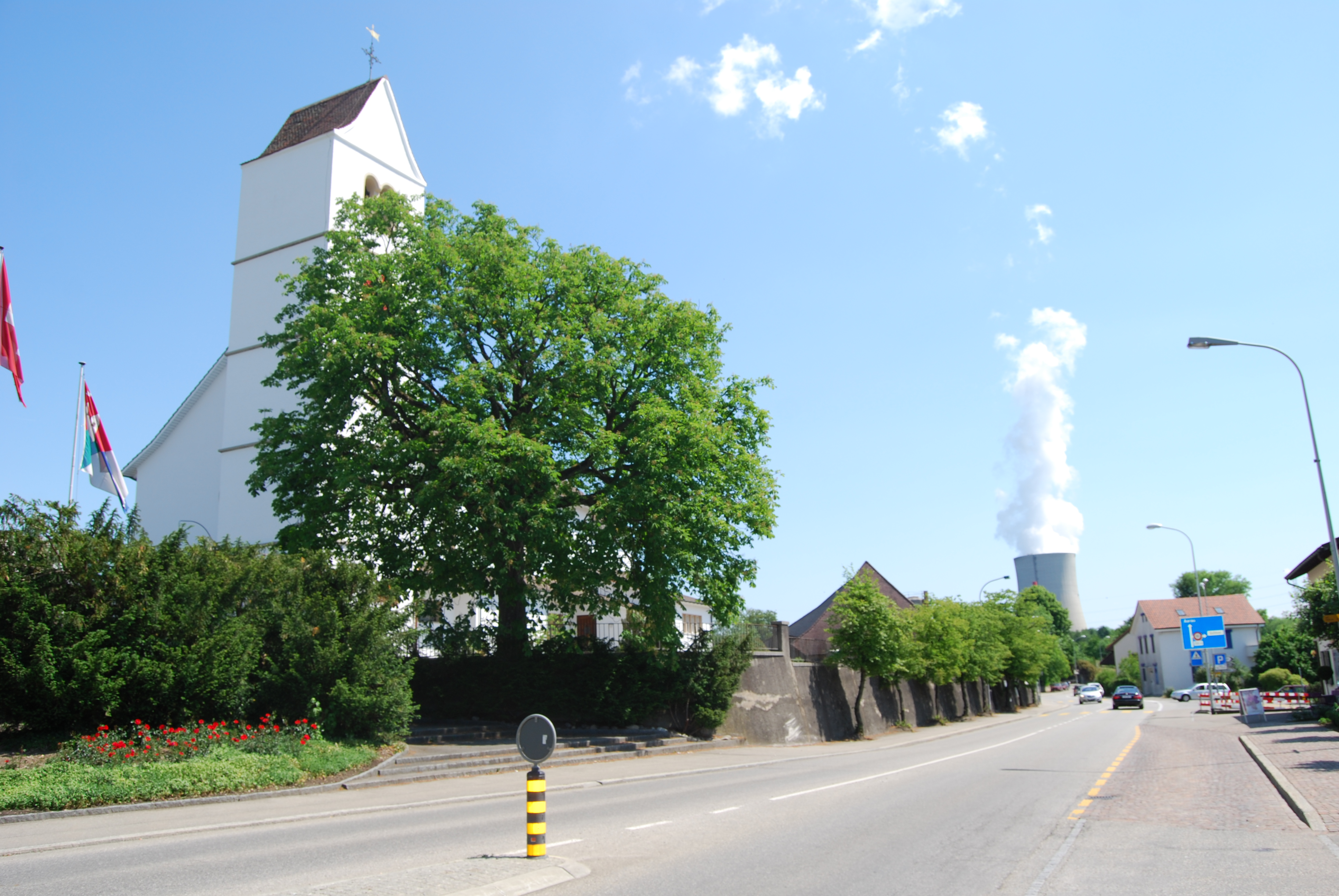
Obergösgen.